# Australian Hard Court Championships 1979
L'Australian Hard Court Championships 1979  è stato un torneo di tennis giocato sul cemento. È stata la 22ª edizione dell'Tasmanian Open,che fa parte del Colgate-Palmolive Grand Prix 1979. Si è giocato a Hobart in Australia, dall'1 al 7 gennaio 1979.

## Campioni

### Singolare
Guillermo Vilas ha battuto in finale  Mark Edmondson con il punteggio di 6–4, 6–4

### Doppio
Phil Dent /  Bob Giltinan hanno battuto in finale  Guillermo Vilas /  Ion Țiriac con il punteggio di 8–6